# Rob Bats
Jan Hendrik (Rob) Bats (Winterswijk, 1 april 1962) is een Nederlands politicus en bestuurder. Hij is lid van de VVD. Sinds 14 september 2017 is hij burgemeester van Steenwijkerland.

## Biografie
Bats volgde een opleiding fiscaal en douanerecht aan het Opleidings Instituut Financiën en volgde een Master of Public Management aan de Universiteit Twente. Van 1990 tot 1993 was hij plaatsvervangend hoofd DR Noordoost Nederland en hoofd DR Groningen bij de FIOD.
Van 1993 tot 1996 was Bats fiscaal en douane-attaché bij de Nederlandse ambassade in Parijs. Van 1996 tot 1998 was hij senior beleidsadviseur bij het ministerie van Financiën. Van 1998 tot 2000 was hij fiscaal en douane-attaché bij de Permanente Vertegenwoordiging van het Koninkrijk der Nederlanden bij de EU in Brussel en douane-attaché bij de Werelddouaneorganisatie in Brussel.
Van 2000 tot 2002 was Bats lid van het managementteam van de FIOD-ECD Noordoost Nederland, waar hij zich bezig hield met VACO beleidsadvisering en vaktechniek en ook waarnemend hoofd OI Noordoost was. Van 2002 tot 2005 was hij directeur van de Thorbecke Academie aan de Noordelijke Hogeschool Leeuwarden. Van 2005 tot 2007 was hij als lid van het managementteam hoofd van het domein Business Administration van de Noordelijke Hogeschool Leeuwarden.
Bats' politieke carrière begon als gemeenteraadslid van Meppel van 2002 tot 2006. In 2007 werd hij gedeputeerde van Europa, internationale samenwerking, verkeer & vervoer en wegen & kanalen in Drenthe. Op 1 oktober 2010 werd hij directeur van het kabinet van de gouverneur van Sint Maarten.
Op 1 mei 2012 werd benoemd tot burgemeester van Haren. In september 2012 brak de grootschalige ongeregeldheden uit rond Project X Haren. De gezagsdriehoek stelde daarop de officiële Commissie ‘Project X’ Haren, onder voorzitterschap van Job Cohen, in. De commissie oordeelde dat Bats te weinig regie voerde, te laat opschaalde, en zijn bevoegdheden voor openbare orde en communicatie onvoldoende inzette. De crisiscommunicatie (“er is geen feest”) was bovendien contraproductief, en er ontbrak een gedegen scenario om de ordeverstoring tijdig te beheersen.
Uiteindelijk trad hij op 1 april 2013 af, naar eigen zeggen vanwege een gebrek aan draagvlak in de gemeenteraad en onder inwoners, mede door de kritische bevindingen van de Commissie ‘Project X’ Haren. Sinds zijn aftreden werkte hij niet meer mee aan pogingen tot terugblik: hij weigerde medewerking aan de prijswinnende podcast Er is geen feestje (2022) en aan de Netflix-documentaire Trainwreck: The Real Project X (2025).
Van 5 juni 2013 tot 16 januari 2015 was Bats waarnemend burgemeester van Terschelling Op 1 september 2016 werd hij waarnemend burgemeester van Steenwijkerland. Op 14 september 2017 werd hij burgemeester van Steenwijkerland. In het najaar van 2025 stopt hij als burgemeester van Steenwijkerland.
Bats huwde en kreeg twee kinderen.
- Parlement.com: vhf519pbxly5